# Shakespeare Jubilee

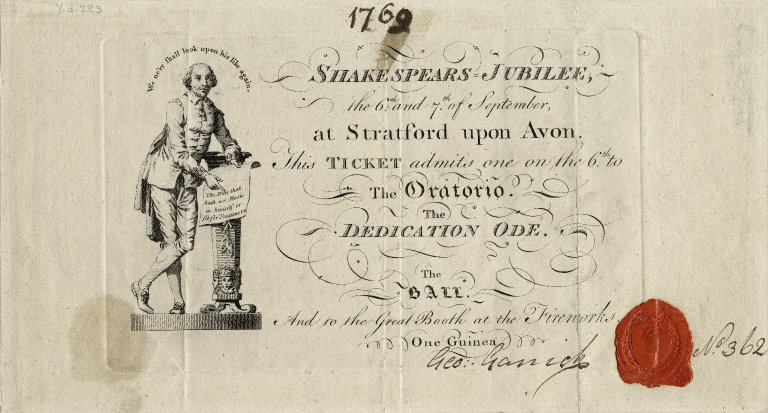
Ticket pour le Shakespeare Jubilee signé par David Garrick.

Le Shakespeare Jubilee (« festival Shakespeare ») a été organisé à Stratford-upon-Avon du 6 au 8 septembre 1769 par l'acteur et directeur de théâtre David Garrick pour célébrer le 205e anniversaire de la naissance de William Shakespeare. Il a eu un impact majeur sur la marée montante de la « bardolâtrie (en) » qui a conduit Shakespeare à s'établir en tant que poète national anglais.

## Contexte
Stratford-upon-Avon est à l'époque une ville d'environ 2 200 habitants. David Garrick, l'acteur shakespearien le plus célèbre de Grande-Bretagne et le propriétaire-directeur de théâtre le plus influent, a l'idée du Jubilé quand il est approché par les dirigeants de la ville qui souhaitent qu'il finance une statue de Shakespeare destinée à la mairie. Garrick organise alors une grande célébration avec la participation de personnalités du monde culturel, politique et économique de Londres. Il supervise la construction d'une grande rotonde, à l'image de celle de Ranelagh Gardens (en) à Londres, qui pourrait contenir 1 000 spectateurs.

« Il est difficile d'exagérer sur l'espace qui a été consacré dans les journaux des semaines et des mois précédents à la discussion du Jubilé, à l'annonce des détails du programme, à la publicité de divers équipements, à la communication des progrès, à la spéculation sur sa forme et à sa critique. »

— Tankard, 2014.

## Le Jubilé

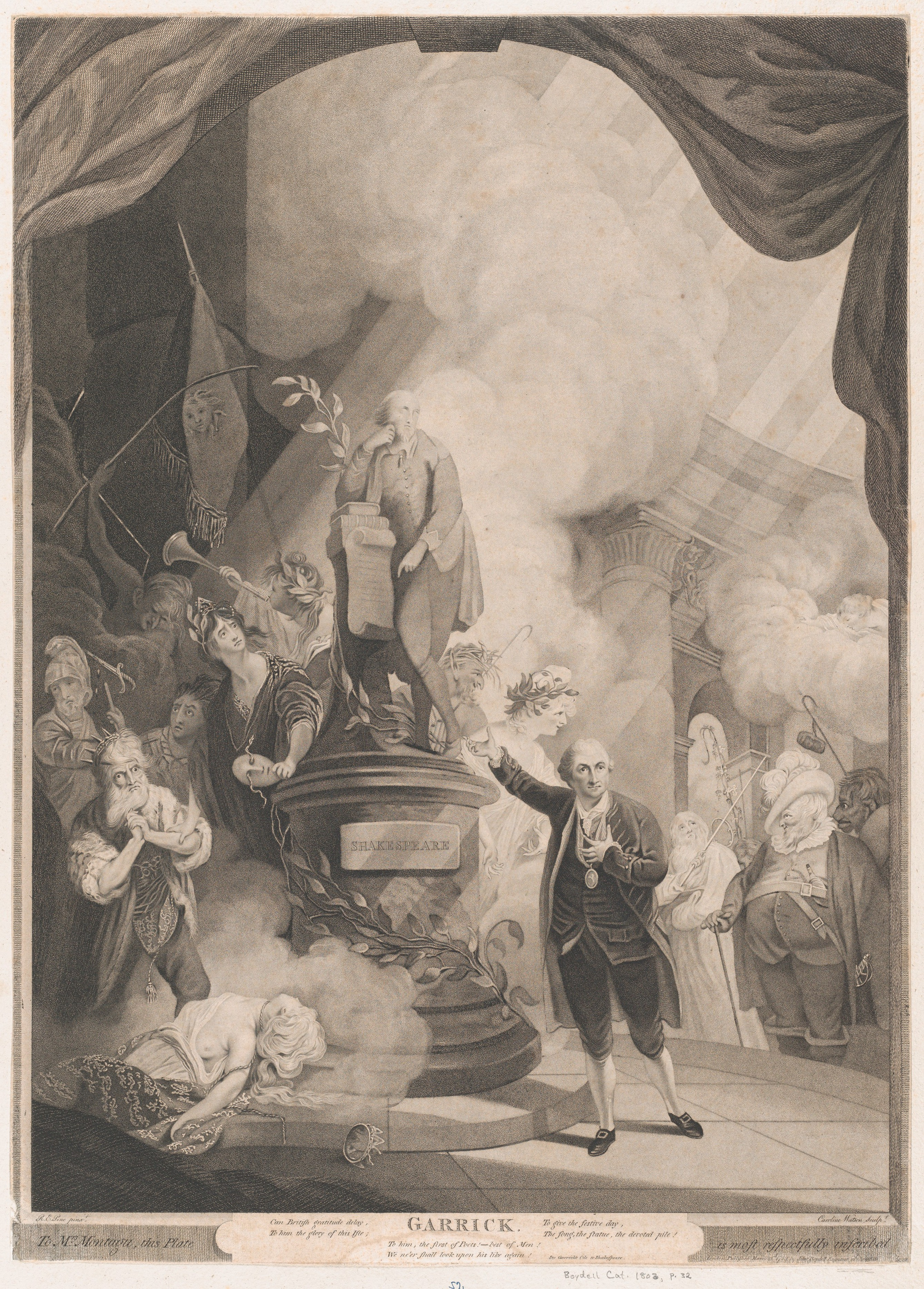
David Garrick lors d'un discours pendant deuxième jour du festival. Gravure de Caroline Watson d'après Robert Edge Pine (1784, Metropolitan Museum of Art).

Le Jubilé s'est ouvert le 6 septembre avec le tir de trente canons et la sonnerie des cloches des églises. Divers événements ont lieu pour commémorer la vie de Shakespeare, qui ont attiré de nombreuses personnes de la société à la mode ou qui étaient impliquées dans la vie théâtrale de Londres. On compte sept cents personnes au dîner le premier jour. Le deuxième jour, le mauvais temps perturbe les processions et inonde des parties de la Rotonde lorsque les rives de la rivière Avon débordent. Les points culminants de la deuxième journée sont le dévoilement de la nouvelle statue à la mairie et un bal masqué organisée dans la soirée. Un autre événement notable du deuxième jour du Jubilé est un discours de Garrick remerciant le Shakespeare Ladies Club (en) pour avoir rendu Shakespeare à nouveau populaire et pour sa contribution à la statue commémorative de Shakespeare dans le Coin des poètes de l'abbaye de Westminster,. Le troisième jour est censé voir une grande reconstitution historique de Shakespeare mais la forte pluie la force à être annulée. Garrick met ensuite en scène sa pièce The Jubilee (en) au théâtre de Drury Lane avec la musique de Charles Dibdin ; c'est un succès et la pièce a été jouée lors de 90 représentations.
C'était la première célébration jubilaire de la vie de Shakespeare, bien qu'elle ait eu lieu plus de cinq ans après le bicentenaire de sa naissance en avril 1564. Malgré l'impact qu'elle a eu sur la popularité croissante de Shakespeare et de ses œuvres, aucune de ses pièces n'a été jouée pendant le Jubilé.

## Postérité
Un enregistrement de The Jubilee de Charles Dibdin, comprenant également Queen Mab (qui a été joué le premier jour du festival de Garrick) et Datchet Mead, a été publié en 2019 avec le chanteur Simon Butteriss et le claviériste Stephen Higgins.